# Ouréa

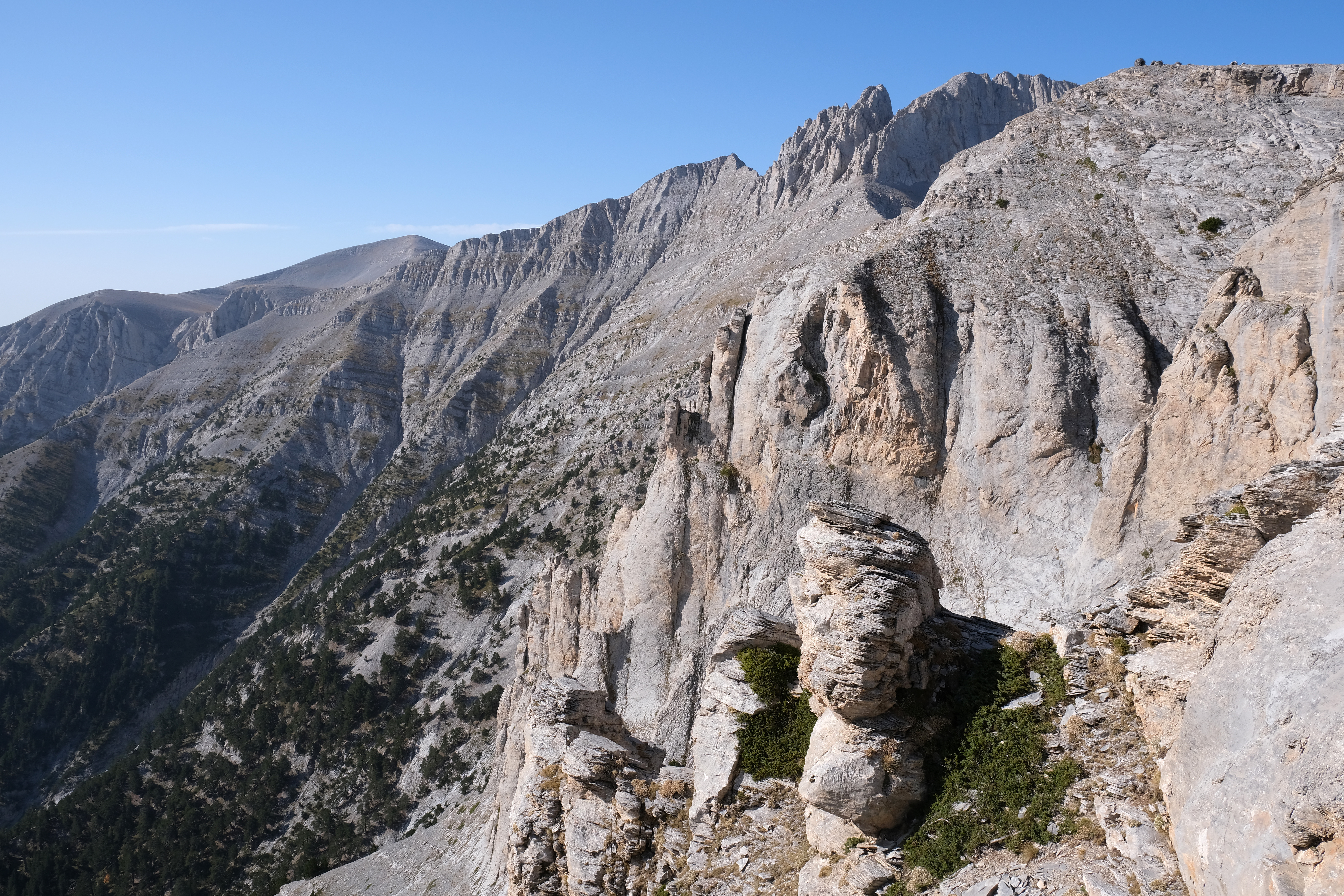
Olympe, la demeure des dieux dans la mythologie grecque.

Dans la mythologie grecque, les Ouréa (en grec ancien Οὔρεα / Oúrea, « les montagnes », de οὖρος (oûros) ou ὄρος (óros), « montagne ») sont des divinités primitives rarement mentionnées. Ils sont la personnification mâle des Montagnes, fils  de Gaïa (la Terre) qu’elle engendra à partir d’elle-même (comme Ouranos et Pontos). Selon Hésiode, Gaïa engendra toute seule Ouranos (le Ciel), Ouréa puis Pontos (la Mer).
Les Ouréa sont la gracieuse retraite des nymphes divines, en particulier des oréades.
On dit que chaque montagne a son propre dieu :
- Athos : nom d'une montagne de Thrace (nord de la Grèce) et de son dieu ;
- Cithéron : nom d'une montagne de Béotie (centre de la Grèce) et de son dieu. Il a participé à un concours de chant face au mont voisin Hélicon ;
- Dicté : nom d'une montagne de Crète et de sa déesse ;
- Etna : nom du volcan de Sicile (Italie) et de sa déesse ;
- Hélicon : nom d'une montagne de Béotie et de son dieu. Il a participé à un concours de chant face au mont voisin Cithéron ;
- Ida crétois : nom d’une montagne de Crète et de sa déesse ;
- Ida phrygien : nom d’une montagne de Troade (en Anatolie) et de sa déesse ;
- Laurion : nom d’une montagne du sud de l’Attique (dans le centre de la Grèce) et de son dieu ;
- Nysos : nom d'une montagne de Béotie et de son dieu. Il s'est occupé du dieu Dionysos ;
- Olympe : nom d'une montagne du nord de la Grèce ;
- Orthrys : nom d'une montagne dans le centre de la Grèce et de son dieu ;
- Parnasse : nom d'une montagne de Béotie et de son dieu ;
- Tmolos : nom d’une montagne de Lydie (en Anatolie) et de son dieu. Il était le juge d’un concours musical entre Apollon et Pan.

## Iconographie
Des montagnes ont été de temps en temps dépeintes dans l'art classique en tant que vieux hommes barbus se levant vers le haut de leurs crêtes rocailleuses. 

## Sources
- Apollonios de Rhodes, Argonautiques [détail des éditions] [lire en ligne] (I, 498).
- Hésiode, Théogonie [détail des éditions] [lire en ligne] (v. 2 (oros), 129-131, 835, 860 (ouros), 865 (ouros), 1001).
- Corinne (fr. 654 [édition ?]).
- Ovide, Métamorphoses [détail des éditions] [lire en ligne] (VII, 192 ; XI, 150).
- Chaos, « La Mythologie Grecque », sur La Mythologie Grecque (consulté le 12 janvier 2020).